# جورجینا رودریگز
جورجینا رودریگز هرناندز (اسپانیایی: Georgina Rodríguez Hernández، زادهٔ ۲۷ ژانویه ۱۹۹۴) شخصیت شبکه‌های اجتماعی، مدل و کارآفرین آرژانتینی-اسپانیایی است. او از طریق رابطه‌اش با کریستیانو رونالدو، فوتبالیست پرتغالی، به شهرت رسید. این رابطه توجه رسانه‌ای گسترده‌ای را به او جلب کرد و به او کمک کرد تا دنبال‌کنندگان فراوانی در اینستاگرام و دیگر شبکه‌های اجتماعی به دست آورد. جورجینا علاوه بر موفقیت در زمینهٔ مدلینگ، در حوزهٔ مد نیز فعالیت کرده و با برندهای معتبر همکاری داشته و خط تولید لباس خود را راه‌اندازی کرده است. او همچنین موضوع مستند نتفلیکس در سال ۲۰۲۲ با عنوان «من جورجینا هستم» بود که در آن به‌عنوان تهیه‌کننده نیز فعالیت داشت.

## اوایل زندگی
جورجینا رودریگز در بوینس آیرس، آرژانتین به دنیا آمد. پدرش، خورخه رودریگز، آرژانتینی و مادرش اسپانیایی است. پدر او در سال ۲۰۰۳ به جرم قاچاق مواد مخدر به ده سال زندان در اسپانیا محکوم شد. جورجینا در کودکی همراه خانواده‌اش با خویشاوندان پدری زندگی می‌کرد و یک خواهر ناتنی و یک خواهر تنی دارد. هنگامی که یک‌ساله بود، مادرش تصمیم گرفت به اسپانیا بازگردد و خانواده به شهر خاکا در استان اوئسکا در شمال اسپانیا نقل مکان کرد.
جورجینا از چهارسالگی به یادگیری باله پرداخت، اما به دلیل مشکلات مالی خانواده ناچار به ترک آن شد. در هجده‌سالگی به مادرید رفت و برای تأمین هزینه‌های زندگی، روزها در فروشگاه‌ها و آخر هفته‌ها در یک بار مشغول به کار شد. سرانجام به‌عنوان فروشنده در فروشگاه گوچی استخدام شد و در همان‌جا با کریستیانو رونالدو آشنا شد.

## حرفه
جورجینا رودریگز پس از کسب شهرت، به‌عنوان مدل و اینفلوئنسر در شبکه‌های اجتماعی فعالیت حرفه‌ای خود را گسترش داد و در کمپین‌های تبلیغاتی برندهای معتبری مانند گوچی، پرادا و شنل حضور یافت. او روی جلد نسخه‌های بین‌المللی مجلاتی نظیر ووگ، هارپرز بازار و اِل ظاهر شده و مقالات متعددی به ستایش سبک منحصربه‌فرد و جذابیت جهانی‌اش پرداخته‌اند.
در مارس ۲۰۲۴، جورجینا در هفته مد پاریس برای نمایش پاییز/زمستان ۲۰۲۴/۲۰۲۵ برند وتمنتس روی صحنه رفت و لباسی قرمز با شماره هفت پوشید که یادآور پیراهن‌های کریستیانو رونالدو در منچستریونایتد، رئال مادرید و یوونتوس بود.
جورجینا علاوه بر مدلینگ، با برندهای بزرگ آرایشی همکاری کرده و خط تولید لباس ورزشی خود را راه‌اندازی کرده است. او همچنین در مستند نتفلیکس «من جورجینا هستم» حضور یافت که نگاهی به زندگی شخصی، حرفه‌ای و خانوادگی‌اش ارائه می‌دهد. جورجینا از شهرت خود برای حمایت از فعالیت‌های خیریه، به‌ویژه در زمینه سلامت و آموزش کودکان، بهره برده است.

## زندگی شخصی
جورجینا از سال ۲۰۱۶، پس از آشنایی با کریستیانو رونالدو در فروشگاه گوچی در مادرید، جایی که به‌عنوان فروشنده مشغول بود، رابطه‌ای عاطفی با او آغاز کرد. این زوج در ۱۱ اوت ۲۰۲۵ از طریق اینستاگرام نامزدی خود را اعلام کردند.
نخستین دختر جورجینا و رونالدو در نوامبر ۲۰۱۷ به دنیا آمد. در اکتبر ۲۰۲۱، این زوج اعلام کردند که در انتظار دومین فرزند خود هستند. در آوریل ۲۰۲۲، جورجینا دوقلوهایی به دنیا آورد، یک پسر و یک دختر، اما متأسفانه پسرشان در زمان زایمان درگذشت. رونالدو و جورجینا در پستی در اینستاگرام نوشتند: «با عمیق‌ترین اندوه باید اعلام کنیم که پسرمان از دنیا رفته است. این بزرگ‌ترین دردی است که هر والدی می‌تواند احساس کند». رونالدو سه فرزند دیگر نیز دارد: یک پسر متولد ژوئن ۲۰۱۰ و دوقلوهایی متولد ژوئن ۲۰۱۷. جورجینا با همهٔ آن‌ها مانند فرزندان خود رفتار می‌کند.